# SC Rot-Weiß Oberhausen-Rhld. 1904 2022-2023
Questa voce raccoglie le informazioni riguardanti il SC Rot-Weiß Oberhausen-Rhld. 1904 nelle competizioni ufficiali della stagione 2022-2023.

## Stagione
Nella stagione 2022-2023 il Rot Weiss Oberhausen, allenato da Mike Terranova, concluse il campionato di Regionalliga al 7º posto. In Coppa Bassa Renania il Rot Weiss Oberhausen perse la finale con il Rot-Weiss Essen.

## Rosa
| N. |                     | Ruolo | Calciatore           |
| -- | ------------------- | ----- | -------------------- |
| 1  | Iran (bandiera)     | P     | Daniel Davari        |
| 2  | Germania (bandiera) | D     | Dominik Burghard     |
| 3  | Germania (bandiera) | D     | Pierre Fassnacht     |
| 4  | Germania (bandiera) | C     | Jerome Propheter     |
| 5  | Germania (bandiera) | C     | Christian März       |
| 6  | Germania (bandiera) | D     | Fabian Holthaus      |
| 7  | Germania (bandiera) | A     | Anton Heinz          |
| 8  | Germania (bandiera) | C     | Matona-Glody Ngyombo |
| 9  | Germania (bandiera) | A     | Sebastian Mai        |
| 10 | Germania (bandiera) | C     | Jan-Lucas Dorow      |
| 11 | Germania (bandiera) | A     | Sven Kreyer          |
| 13 | Germania (bandiera) | D     | Kerem Yalcin         |

| N. |                     | Ruolo | Calciatore    |
| -- | ------------------- | ----- | ------------- |
| 14 | Germania (bandiera) | D     | Nico Klaß     |
| 16 | Germania (bandiera) | P     | Phil Lenuweit |
| 17 | Zimbabwe (bandiera) | A     | Kelly Lunga   |
| 18 | Germania (bandiera) | A     | Denis Donkor  |
| 19 | Germania (bandiera) | D     | Nico Petritt  |
| 20 | Kosovo (bandiera)   | C     | Rinor Rexha   |
| 22 | Germania (bandiera) | D     | Aaron Berzel  |
| 23 | Germania (bandiera) | A     | Kilian Skolik |
| 25 | Germania (bandiera) | D     | Tanju Öztürk  |
| 28 | Germania (bandiera) | C     | Tobias Boche  |
| 30 | Germania (bandiera) | D     | Nils Winter   |
| 36 | Germania (bandiera) | P     | Robin Benz    |

## Organigramma societario
Area tecnica
- Allenatore: Mike Terranova
- Allenatore in seconda: Dirk Langerbein
- Preparatore dei portieri: Nurullah Can
- Preparatori atletici:
- Analisi video:

## Calciomercato

### Sessione estiva
| Acquisti | Acquisti              | Acquisti        | Acquisti |
| R.       | Nome                  | da              | Modalità |
| -------- | --------------------- | --------------- | -------- |
| C        | Christian März        | Steinbach       |          |
| C        | Tobias Boche          | Bocholt         |          |
| P        | Daniel Davari         | Rot-Weiss Essen |          |
| A        | Kelly Lunga           | Straelen        |          |
| A        | Sebastian Mai         | LR Ahlen        |          |
| A        | Leroy-Jacques Mickels | Türkgücü        |          |
| C        | Matona-Glody Ngyombo  | Straelen        |          |
| D        | Nico Petritt          | Bochum U19      |          |

| Cessioni | Cessioni          | Cessioni            | Cessioni |
| R.       | Nome              | a                   | Modalità |
| -------- | ----------------- | ------------------- | -------- |
| A        | Kingsley Sinclair | SpVg Schonnebeck    |          |
| A        | Vincent Boesen    | Eintracht Treviri   |          |
| C        | Nico Buckmaier    | Gütersloh           |          |
| C        | Hüseyin Bulut     | LR Ahlen            |          |
| D        | Joey Gabriel      | Velbert             |          |
| P        | Justin Heekeren   | Schalke 04          |          |
| A        | Manuel Kabambi    | Eintracht Hohkeppel |          |
| C        | Adam Lenges       | Colonia II          |          |
| D        | Jeffrey Obst      | Bocholt             |          |
| A        | Maik Odenthal     | Uerdingen 05        |          |
| A        | Shaibou Oubeyapwa | Preußen Münster     |          |
| D        | Tim Stappmann     | Magdeburgo          |          |

### Sessione invernale
| Acquisti | Acquisti     | Acquisti | Acquisti |
| R.       | Nome         | da       | Modalità |
| -------- | ------------ | -------- | -------- |
| D        | Aaron Berzel | Verl     |          |

| Cessioni | Cessioni              | Cessioni       | Cessioni |
| R.       | Nome                  | a              | Modalità |
| -------- | --------------------- | -------------- | -------- |
| D        | Michael Wentzel       | St. Louis City |          |
| A        | Leroy-Jacques Mickels | Spartak Varna  |          |

## Risultati

### Regionalliga Ovest

#### girone di andata
| Arbitro: | Severins |

|                      |           |                       |
| Winter 3’ Kreyer 35’ | Marcatori | 53’ (rig.) Korzuschek |

| Arbitro: | Visse |

|                                            |           |                     |
| Noß 31’ Propheter 33’ (aut.) Telalović 74’ | Marcatori | 25’, 37’, 43’ Heinz |

| Arbitro: | Lahora-Chulian |

|                        |           |            |
| Öztürk 8’ Holthaus 38’ | Marcatori | 72’ Harouz |

| Arbitro: | Jäger |

|                                              |           |           |
| Hauptmann 5’ Huseinbašić 33’, 77’ Schmid 58’ | Marcatori | 37’ Heinz |

| Arbitro: | Koj |

|                           |           |           |
| Kreyer 24’, 56’ Heinz 37’ | Marcatori | 17’ Maier |

| Arbitro: | Rupert |

|                                                   |           |            |
| Wolff 9’ Kurzen 13’ Schaub 34’, 37’ Hoffmeier 45’ | Marcatori | 72’ Kreyer |

| Arbitro: | Weller |

|            |           |                                  |
| Öztürk 15’ | Marcatori | 13’ Kozuki 20’ Ivan 50’ Kyerewaa |

| Arbitro: | Schöneseiffen |

|                      |           |                        |
| Hammel 18’ Kyere 66’ | Marcatori | 21’ Mickels 29’ Kreyer |

| Arbitro: | Durieux |

|            |           |            |
| Scholz 24’ | Marcatori | 35’ Kreyer |

| Arbitro: | Aarts |

|                                    |           |  |
| Kreyer 31’, 47’ Heinz 41’ März 57’ | Marcatori |  |

| Arbitro: | Esch |

|  |           |                      |
|  | Marcatori | 39’ Lunga 90’ Kreyer |

| Arbitro: | Liedtke |

|                                    |           |                            |
| Kreyer 16’ Lunga 47’ Propheter 76’ | Marcatori | 22’ (aut.) Klaß 90’ Teklab |

| Arbitro: | Jäger |

|              |           |  |
| Hagemann 27’ | Marcatori |  |

| Arbitro: | Ernst |

|                             |           |                                   |
| Öztürk 26’ (rig.) Dorow 90’ | Marcatori | 40’ (aut.) Klaß 70’ Dej 84’ Bulut |

| Arbitro: | Besong |

|                  |           |           |
| Meier 84’ (rig.) | Marcatori | 79’ Heinz |

| Arbitro: | Benkhoff |

|             |           |  |
| Wentzel 58’ | Marcatori |  |

| Arbitro: | Schuh |

|             |           |            |
| Mickels 49’ | Marcatori | 41’ Fakhro |

#### Girone di ritorno
| Arbitro: | Scheer |

|                                         |           |            |
| Öztürk 13’ (aut.) Schmitt 15’ Mause 49’ | Marcatori | 26’ Öztürk |

| Arbitro: | Aarts |

|           |           |  |
| Heinz 71’ | Marcatori |  |

| Arbitro: | Jäger |

|  |           |                                     |
|  | Marcatori | 37’ Lunga 53’, 67’ Kreyer 72’ Heinz |

| Arbitro: | Erk |

|                                              |           |  |
| Ngyombo 2’ März 18’ Heinz 38’, 66’ Rexha 89’ | Marcatori |  |

| Lippstadt 11 febbraio 2023, ore 14:00 CET 22ª giornata | Lippstadt 08 | 0 – 0 referto | RW Oberhausen | Liebelt-Arena (725 spett.)\| Arbitro: \| Severins \| |
| Arbitro:                                               | Severins     |               |               |                                                      |

| Arbitro: | Exner |

|  |           |                       |
|  | Marcatori | 69’ Schuster 83’ Safi |

| Arbitro: | Mynarek |

|              |           |                                           |
| Kyerewaa 53’ | Marcatori | 7’ März 29’ Heinz 39’ Lunga 73’ Fassnacht |

| Arbitro: | Benkhoff |

|            |           |  |
| Kreyer 53’ | Marcatori |  |

| Arbitro: | Weller |

|           |           |                                  |
| Dorow 90’ | Marcatori | 29’ Lokotsch 48’ Batarilo-Cerdic |

| Arbitro: | May |

|                                     |           |           |
| Kühnel 6’ Goden 30’ Wipperfürth 90’ | Marcatori | 38’ Heinz |

| Oberhausen 31 marzo 2023, ore 19:30 CEST 28ª giornata | RW Oberhausen | 0 – 0 referto | F. Düsseldorf II | Niederrheinstadion (2 222 spett.)\| Arbitro: \| Damar \| |
| Arbitro:                                              | Damar         |               |                  |                                                          |

| Arbitro: | Rupert |

|                             |           |  |
| Grote 31’ Wooten 34’ (rig.) | Marcatori |  |

| Arbitro: | Goldmann |

|                             |           |                        |
| Heinz 52’ (rig.) Kreyer 90’ | Marcatori | 10’ Schweers 63’ Güler |

| Arbitro: | Kost |

|  |           |                                |
|  | Marcatori | 6’ Dorow 50’ (rig.), 59’ Heinz |

| Arbitro: | Exuzidis |

|                    |           |              |
| Klaß 16’ Heinz 82’ | Marcatori | 53’ Casalino |

| Arbitro: | Besong |

|                                                   |           |              |
| Aydinel 20’ Zech 27’ Karahan 33’, 90’ Aboagye 90’ | Marcatori | 55’ Holthaus |

| Arbitro: | Mrkalj |

|             |           |                                     |
| Voelcke 74’ | Marcatori | 5’ Winter 12’, 21’, 45’, 54’ Kreyer |

### Coppa Bassa Renania
| Arbitro: | Habibi |

|                                                         |           |  |
| Kreyer 33’, 70’ Dorow 55’ Lunga 66’ Rexha 78’ Heinz 87’ | Marcatori |  |

| Arbitro: | Habibi |

|                              |           |             |
| Mai 60’ Kreyer 61’ Rexha 90’ | Marcatori | 1’ Koenders |

| 3 giugno 2023, ore 16:15 CEST Finale | Rot-Weiss Essen | 2 – 0 | RW Oberhausen |  |

## Statistiche

### Statistiche di squadra
| Competizione        | Punti | In casa | In casa | In casa | In casa | In casa | In casa | In trasferta | In trasferta | In trasferta | In trasferta | In trasferta | In trasferta | Totale | Totale | Totale | Totale | Totale | Totale | DR  |
| Competizione        | Punti | G       | V       | N       | P       | Gf      | Gs      | G            | V            | N            | P            | Gf           | Gs           | G      | V      | N      | P      | Gf     | Gs     | DR  |
| ------------------- | ----- | ------- | ------- | ------- | ------- | ------- | ------- | ------------ | ------------ | ------------ | ------------ | ------------ | ------------ | ------ | ------ | ------ | ------ | ------ | ------ | --- |
| Regionalliga        | 53    | 17      | 10      | 3       | 4       | 31      | 19      | 17           | 5            | 5            | 7            | 30           | 32           | 34     | 15     | 8      | 11     | 61     | 51     | +10 |
| Coppa Bassa Renania | -     | 2       | 2       | 0       | 0       | 9       | 1       | 1            | 0            | 0            | 1            | 0            | 2            | 3      | 2      | 0      | 1      | 9      | 3      | +6  |
| Totale              | 53    | 19      | 12      | 3       | 4       | 40      | 20      | 18           | 5            | 5            | 8            | 30           | 34           | 37     | 17     | 8      | 12     | 70     | 54     | +16 |

### Andamento in campionato
| Giornata  | 1 | 2 | 3 | 4 | 5 | 6 | 7  | 8  | 9  | 10 | 11 | 12 | 13 | 14 | 15 | 16 | 17 | 18 | 19 | 20 | 21 | 22 | 23 | 24 | 25 | 26 | 27 | 28 | 29 | 30 | 31 | 32 | 33 | 34 |
| --------- | - | - | - | - | - | - | -- | -- | -- | -- | -- | -- | -- | -- | -- | -- | -- | -- | -- | -- | -- | -- | -- | -- | -- | -- | -- | -- | -- | -- | -- | -- | -- | -- |
| Luogo     | C | T | C | T | C | T | C  | T  | T  | C  | T  | C  | T  | C  | T  | C  | C  | T  | C  | T  | C  | T  | C  | T  | C  | C  | T  | C  | T  | C  | T  | C  | T  | T  |
| Risultato | V | N | V | P | V | P | P  | N  | N  | V  | V  | V  | P  | P  | N  | V  | N  | P  | V  | V  | V  | N  | P  | V  | V  | P  | P  | N  | P  | N  | V  | V  | P  | V  |
| Posizione | 4 | 6 | 5 | 8 | 4 | 6 | 11 | 11 | 11 | 9  | 4  | 3  | 5  | 9  | 9  | 8  | 8  | 9  | 8  | 6  | 6  | 5  | 6  | 5  | 4  | 7  | 8  | 7  | 8  | 9  | 8  | 7  | 8  | 7  |

Legenda:

Luogo: C = Casa; T = Trasferta. Risultato: V = Vittoria; N = Pareggio; P = Sconfitta.

### Statistiche dei giocatori
| Giocatore    | Niederrheinpokal | Niederrheinpokal | Niederrheinpokal | Niederrheinpokal | Regionalliga | Regionalliga | Regionalliga | Regionalliga | Totale   | Totale | Totale      | Totale     |
| Giocatore    | Presenze         | Reti             | Ammonizioni      | Espulsioni       | Presenze     | Reti         | Ammonizioni  | Espulsioni   | Presenze | Reti   | Ammonizioni | Espulsioni |
| ------------ | ---------------- | ---------------- | ---------------- | ---------------- | ------------ | ------------ | ------------ | ------------ | -------- | ------ | ----------- | ---------- |
| R. Benz      | 0                | 0                | 0                | 0                | 7            | 0            | 0            | 0            | 7        | 0      | 0           | 0          |
| A. Berzel    | 0                | 0                | 0                | 0                | 3            | 0            | 0            | 0            | 3        | 0      | 0           | 0          |
| T. Boche     | 0                | 0                | 0                | 0                | 17           | 0            | 0            | 0            | 17       | 0      | 0           | 0          |
| D. Burghard  | 0                | 0                | 0                | 0                | 0            | 0            | 0            | 0            | 0        | 0      | 0           | 0          |
| D. Davari    | 2                | 0                | 0                | 0                | 27           | 0            | 0            | 0            | 29       | 0      | 0           | 0          |
| D. Donkor    | 1                | 0                | 0                | 0                | 14           | 0            | 0            | 0            | 15       | 0      | 0           | 0          |
| J. Dorow     | 2                | 1                | 0                | 0                | 28           | 3            | 2            | 0            | 30       | 4      | 2           | 0          |
| P. Fassnacht | 2                | 0                | 0                | 0                | 32           | 1            | 7            | 1            | 34       | 1      | 7           | 1          |
| A. Heinz     | 2                | 1                | 0                | 0                | 32           | 17           | 4            | 1            | 34       | 18     | 4           | 1          |
| F. Holthaus  | 2                | 0                | 1                | 0                | 26           | 2            | 3            | 1            | 28       | 2      | 4           | 1          |
| N. Klaß      | 2                | 0                | 0                | 0                | 25           | 1            | 7            | 1            | 27       | 1      | 7           | 1          |
| S. Kreyer    | 2                | 3                | 0                | 0                | 28           | 18           | 6            | 1            | 30       | 21     | 6           | 1          |
| P. Lenuweit  | 0                | 0                | 0                | 0                | 0            | 0            | 0            | 0            | 0        | 0      | 0           | 0          |
| K. Lunga     | 2                | 1                | 0                | 0                | 27           | 4            | 4            | 1            | 29       | 5      | 4           | 1          |
| S. Mai       | 1                | 1                | 0                | 0                | 13           | 0            | 2            | 0            | 14       | 1      | 2           | 0          |
| L. Mickels   | 0                | 0                | 0                | 0                | 20           | 2            | 4            | 0            | 20       | 2      | 4           | 0          |
| C. März      | 2                | 0                | 0                | 0                | 20           | 3            | 0            | 0            | 22       | 3      | 0           | 0          |
| M. Ngyombo   | 2                | 0                | 0                | 0                | 28           | 1            | 5            | 0            | 30       | 1      | 5           | 0          |
| N. Petritt   | 1                | 0                | 0                | 0                | 10           | 0            | 0            | 0            | 11       | 0      | 0           | 0          |
| J. Propheter | 1                | 0                | 0                | 0                | 27           | 1            | 7            | 0            | 28       | 1      | 7           | 0          |
| R. Rexha     | 2                | 2                | 0                | 0                | 15           | 1            | 1            | 0            | 17       | 3      | 1           | 0          |
| K. Sinclair  | 0                | 0                | 0                | 0                | 0            | 0            | 0            | 0            | 0        | 0      | 0           | 0          |
| K. Skolik    | 1                | 0                | 0                | 0                | 22           | 0            | 2            | 0            | 23       | 0      | 2           | 0          |
| M. Wentzel   | 0                | 0                | 0                | 0                | 14           | 1            | 5            | 0            | 14       | 1      | 5           | 0          |
| N. Winter    | 2                | 0                | 1                | 0                | 31           | 2            | 3            | 0            | 33       | 2      | 4           | 0          |
| K. Yalcin    | 0                | 0                | 0                | 0                | 7            | 0            | 0            | 0            | 7        | 0      | 0           | 0          |
| T. Öztürk    | 2                | 0                | 0                | 0                | 26           | 4            | 4            | 0            | 28       | 4      | 4           | 0          |